# ستيف مارليت
ستيف مارليت (بالفرنسية: Steve Marlet) (10 يناير 1974 في كايين) لاعب كرة قدم فرنسي ذو أصول من جويانا الفرنسية غير مرتبط بأي نادي ويجيد اللعب في مركز المهاجم . شارك مع منتخب فرنسا في 23 مباراة دولية مسجلا 6 أهداف .
يعتبر مارليت صاحب الرقم القياسي في أغلى لاعب يتعاقد معه نادي فولهام الإنجليزي موسم 2001-2002 وذلك مقابل 11.5 جنيه إسترليني من نادي ليون . لم يستطع تسجيل سوى 11 هدف في 54 مباراة مما حدا بمسئولي نادي فولهام بعزل المدير الفني الفرنسي آنذاك جان تيغانا . تقرر إعارة مارليت إلى نادي مرسيليا لمدة موسم ونصف مقابل أن يدفع نادي فولهام كامل راتب اللاعب .
قرر مسئولو نادي فولهام فسخ العقد الذي يربطهم بمارليت وبالتالي انضم الأخير إلى نادي فولفسبورغ الألماني ثم إلى نادي لوريان في أغسطس 2006 . بعدما قرر الأخير فسخ العقد خضع للتجربة في نادي إيبسويتش تاون الإنجليزي ونادي شيكاغو فاير الأمريكي من دون اقناع مسئوليه بالتعاقد معه .

## روابط خارجية
- ستيف مارليت على موقع الاتحاد الأوربي (الإنجليزية)
- ستيف مارليت على موقع رابطة كرة القدم الفرنسية للمحترفين (الإنجليزية)
- ستيف مارليت على موقع قاعدة بيانات كرة القدم.إي يو (الإنجليزية)
- ستيف مارليت على موقع ليكيب (الفرنسية)
- ستيف مارليت على موقع ناشيونال فوتبول تيمز (الإنجليزية)
- ستيف مارليت على موقع عالم كرة القدم.نت (الإنجليزية)
- ستيف مارليت على موقع كووورة